# Агренев-Славянский, Кирилл Дмитриевич
Кири́лл Дми́триевич Агре́нев-Славя́нский (в некоторых источниках — Константин (1882 или 21 марта [2 апреля] 1885 — 1948) — русский композитор и хоровой дирижёр.

## Биография
Родился 21 марта (2 апреля) 1885 года в семье русских этнографов Дмитрия и Ольги Агреневых-Славянских.
Окончил Женевскую консерваторию (класс теории композиции и дирижирования). Работал в театрах Петрограда, Воронежа (1921), где осуществил постановки опер «Русалка» А. С. Даргомыжского, «Борис Годунов» М. П. Мусоргского, дирижировал симфоническими концертами. Написал оперу «Боярин Орша» (либретто О. Х. Агреневой-Славянской) по одноимённому произведению М. Ю. Лермонтов, её премьера состоялась в 1910 году в Тифлисе, в Казённом театре, дирижировал сам автор (отрывки рукописи хранятся в ГЦММК им. М. И. Глинки). Агренев-Славянский также является автором романсов на стихи Лермонтова, первый из которых — на стихотворение «Умирающий гладиатор» — он написал в 1896 году в возрасте либо 10—11, либо 13—14 лет (в зависимости от даты рождения — 1882 или 1885). Далее последовали: «Тростник» (М., 1899), «Забывши волнения жизни мятежной» («Рыбак») (М., 1911), «К*» («Оставь напрасные заботы») (М., 1911), «Жалобы турка» (рукопись — в ГЦММК; без года). Помимо многочисленных светских сочинений создавал и церковные, опубликованные в России ещё в 1910-х годах: Ектения, «Отче наш» и «Господи, спаси благочестивыя».

## Семья
- Брат — Юрий Дмитриевич (1876—1918), возглавлял часть распавшейся после смерти отца «Славянской капеллы».
- Сестра — Маргарита Дмитриевна (1880—1964) — руководила второй частью капеллы (после 1908). Во второй половине 1920-х годов выехала с некоторыми певцами из «Славянской капеллы» за рубеж; c 1931 года проживала и вела концертную деятельность в США.